# Готландці

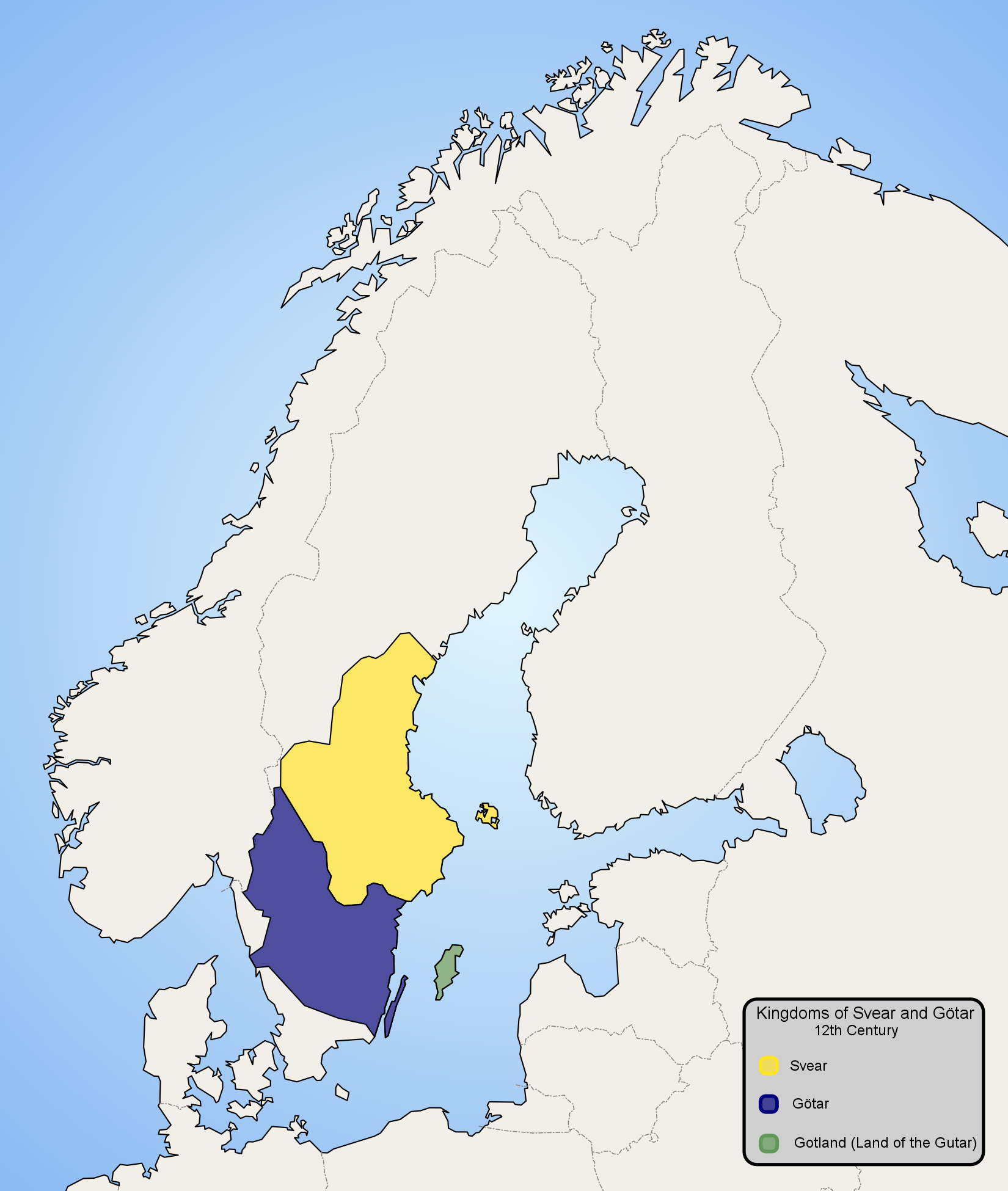
Швеція у IX столітті
Свеї
Геати
Гути

Готландці (Гути, Гутари; швед. Guta, Gutar) — давньогерманське плем'я, що з II століття до н. е. до межі 1 та 2 тисячоліття населяло острів Готланд. Назва споріднена з назвою Готів і вони обидві походять від прагерманського *Gutaniz. Гути розмовляли старогутнійською мовою (gutniska).

## Історія
Про древню історію Гутів розповідається в творі «Гутасага». Також в епоху вікінгів жителі острова вели активну торгівлю, а контроль шведських конунгів над островом був слабким.